# Leptochilus boivinii
Leptochilus boivinii là một loài thực vật có mạch trong họ Polypodiaceae. Loài này được (Mett. ex Kuhn) C. Chr. miêu tả khoa học đầu tiên năm 1905.